# Munkspindling
Munkspindling (Cortinarius coerulescentium) är en svampart som beskrevs av Rob. Henry 1952. Munkspindling ingår i släktet Cortinarius och familjen spindlingar.  Arten är reproducerande i Sverige. Inga underarter finns listade i Catalogue of Life.